# كريس بنسون
كريس بنسون (بالإنجليزية: Kris Benson)‏ هو لاعب كرة قاعدة أمريكي، ولد في 7 نوفمبر 1974 في سوبريور في الولايات المتحدة.

## وصلات خارجية
- كريس بنسون على موقع دوري كرة القاعدة الرئيسي (الإنجليزية)
- كريس بنسون على موقعبيزبول رفرنس.كوم (الدوري الرئيسي) (الإنجليزية)
- كريس بنسون على موقعبيزبول رفرنس.كوم (الدوري الثانوي) (الإنجليزية)
- كريس بنسون على موقع إي إس بي إن.كوم (أم.أل.بي) (الإنجليزية)
- كريس بنسون على موقع مشجعي الرسوم البيانية (الإنجليزية)
- كريس بنسون على موقع أوليمبيديا (الإنجليزية)